# Epipterygium opararense

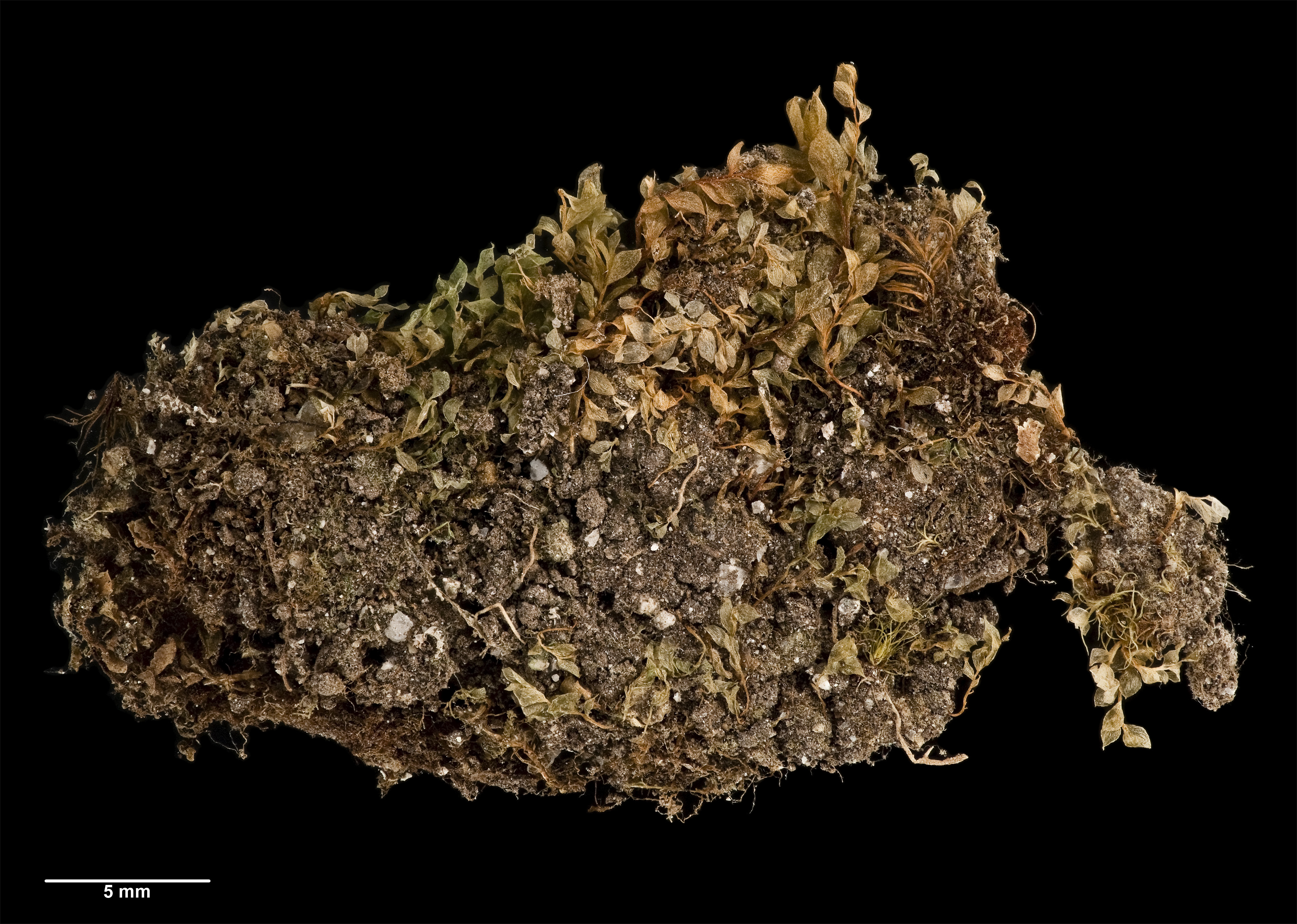
E. opararense

Epipterygium opararense (также Epipterygium obovatum) — вид листостебельного мха порядка Бриевые, который произрастает на крайне ограниченной территории в национальном парке Кахуранги на Южном острове Новой Зеландии. Департамент консервации Новой Зеландии присвоил ему рейтинг «критически уязвимый на всей территории страны» в 2002 году. Предлагается включение данного вида в Красную книгу.
Мхи семейства Epipterygium произрастают во влажных и тёплых регионах, в основном в Центральной Америке. Epipterygium opararense — единственный вид этого семейства, обнаруженный в Австралазии. Его листорасположение также уникально для Epipterygium: у большинства видов угол дивергенции составляет 2/5, но у Epipterygium opararense он равен 1/2 (листья расположены один над другим с поворотом 180°); такой филлотаксис, вероятно, является эволюционным приспособлением к темноте. Цвет растения — от бледно-зелёного до коричневатого, стебли — желтовато- или красновато-коричневые. От основания отходит несколько 15-миллиметровых прямых стебельков без ветвления, на каждом из которых двурядно растут отдельные листья. Форма листа — эллиптическая, размер — 1,5—2,1 x 0,7—0,85 мм; с удалением от основания листья увеличиваются в размере. Epipterygium opararense — двудомное растение, оно не имеет спорофитов. Судя по всему, этот мох формирует стабильные колонии только на поверхности гранитов: образцы, обнаруженные в гниющих стволах деревьев, вскоре умирают; этот мох, по-видимому, настолько редок из-за небольшого количества гранитных скал в Новой Зеландии.
Голотип вида Epipterygium opararense был обнаружен Алланом Файфом 16 декабря 1984 года, а первое описание вида вышло в 1990 году за авторством Файфа и Джонатана Шо. Паратипы этого мха произрастали среди корневищ Metrosideros diffusa на выступающей поверхности грубого порфировидного калийного гранитного валуна и на влажном гумусе возле одной из арок в долине реки Опарара. В 1991 году Рышард Охира сообщил о том, что обнаружил Epipterygium opararense в долине Какапо-Седдл, но Дэвид Гленни не смог найти в указанном месте ни одного образца этого мха в 1994 году. В 1992 году Гленни обнаружил Epipterygium opararense внутри гниющих деревьев в 1,5 км от Арок бассейна Опарары.
Во время экспедиции, предпринятой в марте 2005 года, Аллан Файф и Филип Найтбридж нашли около 175 растений Epipterygium opararense, все они росли на двух участках, находящихся менее чем в 5 метрах друг от друга. На участке, указанном Гленни, в 2005 году не осталось ни одного образца, более того, на одном из участков выживанию Epipterygium opararense угрожает эндемичное растение, Marchantia foliacia. Файф и Найтбридж составили обращение к Департаменту консервации, в котором подчёркивали необходимость принять срочные меры для защиты этого вида. В 2008 году популяция Epipterygium opararense была сильно сокращена из-за падения бурелома, содравшего почву с гранитного валуна, сохранилось не более 50 растений. Аллан Файф и Джейн Маршалл нашли ещё 30—35 образцов на выступающей части гранитного валуна, растущих на участке диаметром около 8 см.